# Герман Міхаеллес
Герман Міхаеллес (нім. Hermann Michahelles; 11 січня 1909 — 30 липня 1937, Аугсбург) — німецький офіцер-підводник, капітан-лейтенант крігсмаріне.

## Біографія
В 1927 році вступив на флот. З 25 липня 1935 по 30 вересня 1936 року — командир підводного човна U-2, з лютого 1937 року — U-35. Загинув в автокатастрофі.

## Звання
- Морський кадет (11 жовтня 1927)
- Фенріх-цур-зее (1 квітня 1929)
- Лейтенант-цур-зее (1 жовтня 1931)
- Оберлейтенант-цур-зее (1 липня 1933)
- Капітан-лейтенант (1 жовтня 1936)

## Нагороди
- Медаль «За вислугу років у Вермахті» 4-го класу (4 роки)